# Ancien château de Gamaches
L'ancien château de Gamaches est un ensemble de bâtiments divers, situé sur le territoire de la commune de Gamaches, dans le département de la Somme, à l'ouest d'Amiens.

## Historique
Les vestiges les plus anciens du château fort de Gamaches remontent aux XIIe et XIIIe siècles. L'une des tours a été détruite en 1500[réf. souhaitée], l'autre a été remaniée au XIXe siècle.
Les deux tours sont protégées au titre des monuments historiques : inscription par arrêté du 16 décembre 1986.

## Caractéristiques
Les bâtiments forment un ensemble disparate ; deux tours rondes subsistent du château médiéval, l'une est en ruine, l'autre a été très remaniée au XIXe siècle. 
Le portail date du XVIIe siècle selon toute vraisemblance. Des bâtiments sans véritable style ont été accolés à la tour remaniée au XIXe siècle.

L'ancien château sur des cartes postales, début XXe siècle.
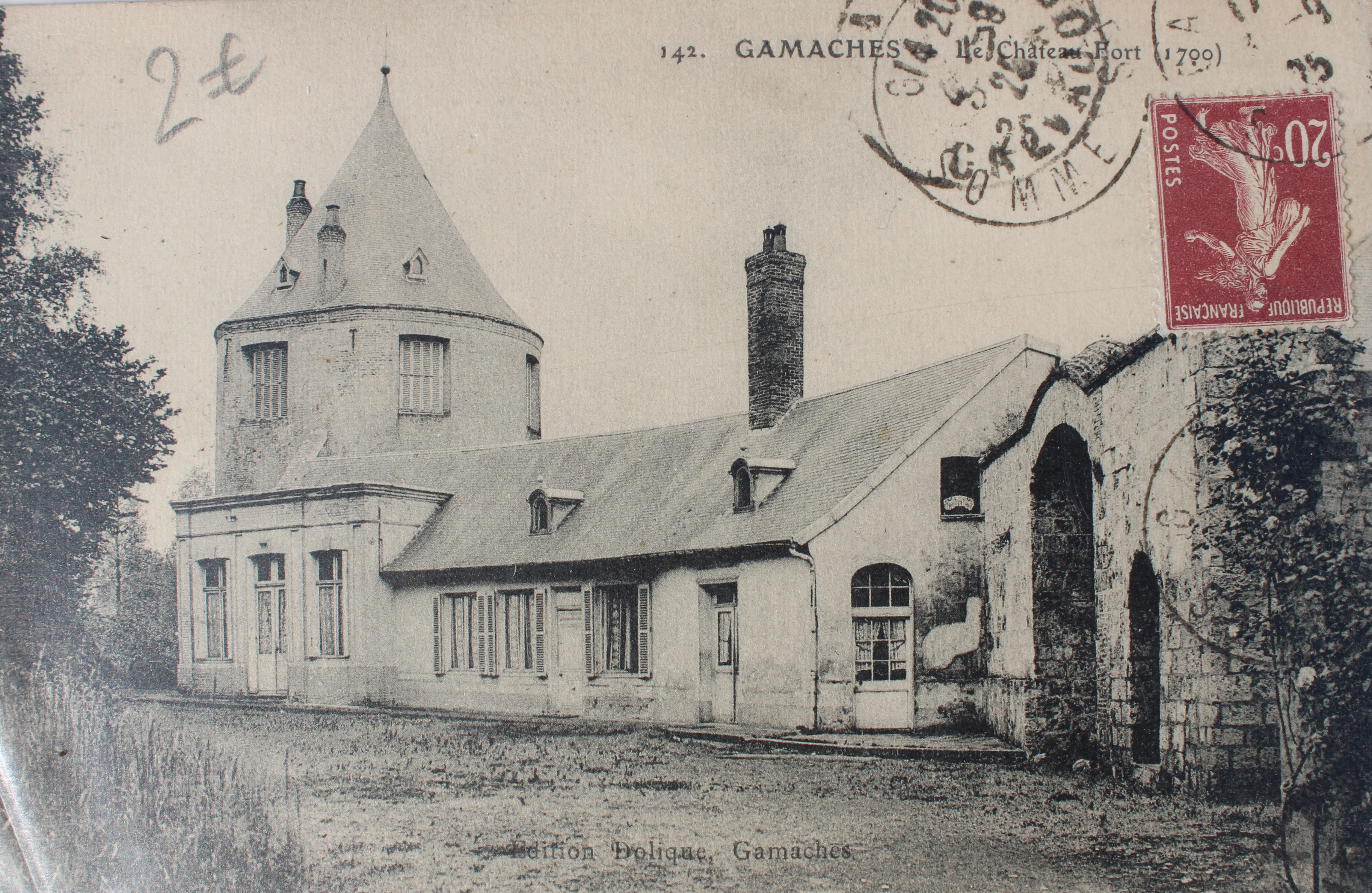
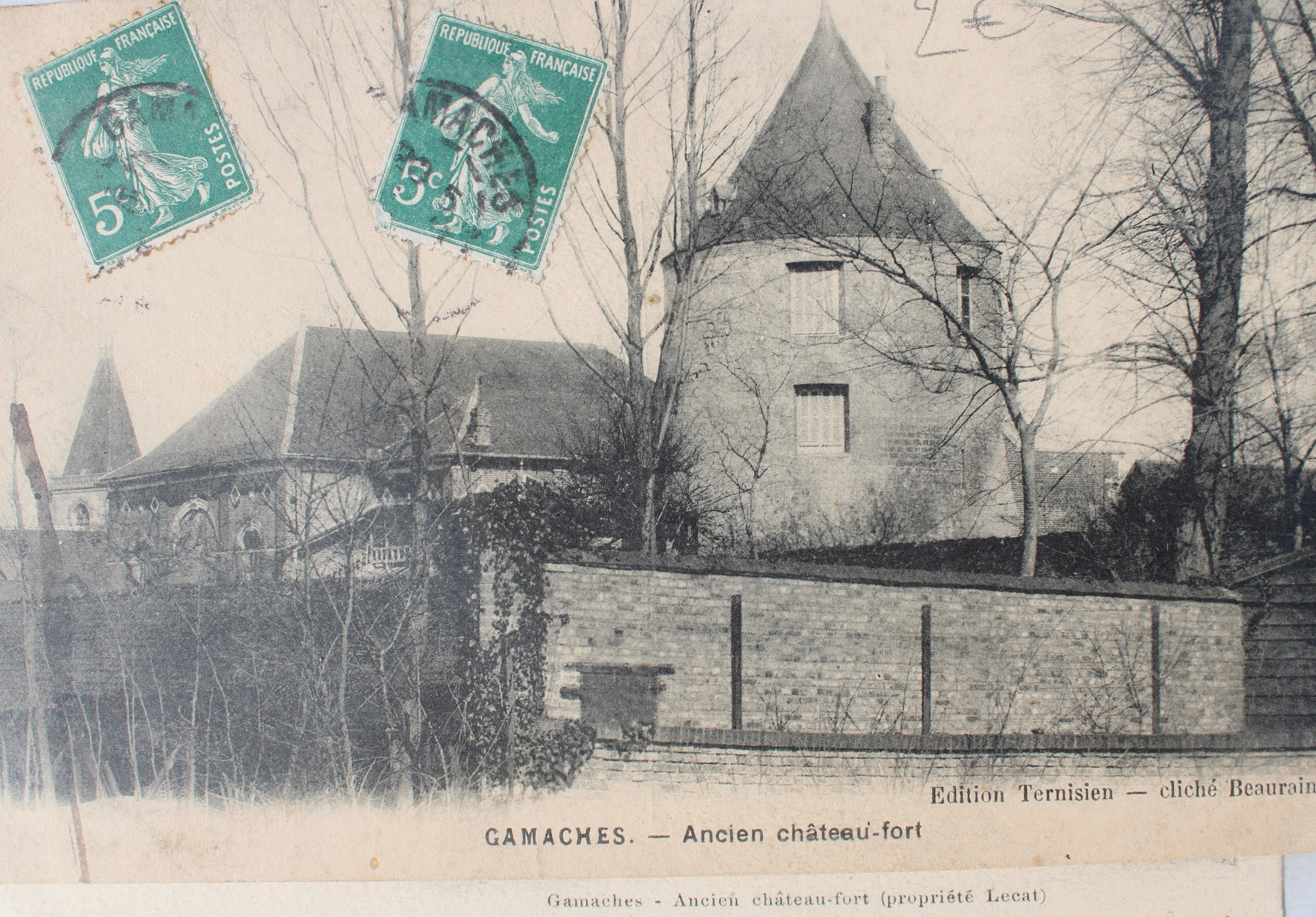

- L'ancien château sur des cartes postales, début xxe siècle.